# Argyroderma testiculare
Argyroderma testiculare är en isörtsväxtart som först beskrevs av William Aiton, och fick sitt nu gällande namn av Nicholas Edward Brown. Argyroderma testiculare ingår i släktet Argyroderma och familjen isörtsväxter. Inga underarter finns listade i Catalogue of Life.

## Bildgalleri

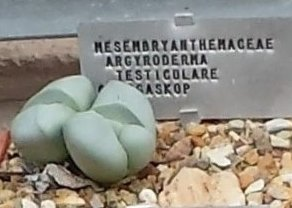
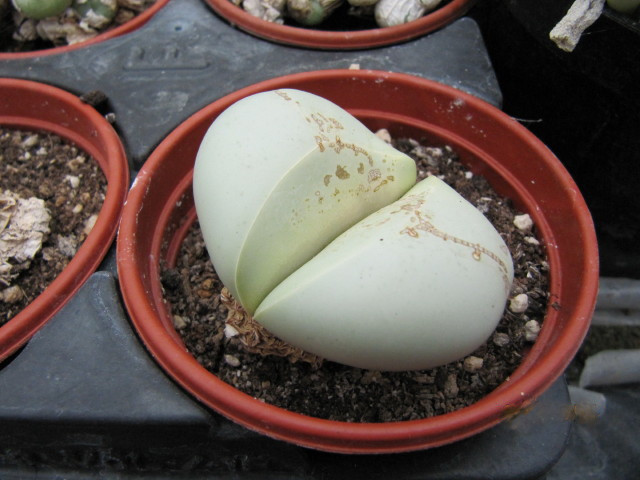